# スーパーゴンドラゴン
スーパーゴンドラゴン（英語: Super Gondoragon、別名:テクノスター）は、茨城県筑波郡谷田部町（現在のつくば市）にかつて存在した観覧車である。1985年に開催された国際科学技術博覧会（通称・略称：つくば科学万博） のために建設された。高さは85メートルにもおよび、当時世界一の大きさであった。

## 概要

### 国際科学技術博覧会
国際科学技術博覧会のパビリオン「テクノコスモス」の一部として建設され、科学万博の目玉施設となっていた。関西の企業六社（京セラ、フジキン、泉陽興業、文化シヤッター、ローランド、タバイエスペック）の共同出展により運営された。観覧車としては建設完了後の1985年から1989年までは高さ世界一であった。
観覧車は泉陽興業製で高さ85m、回転直径82.5m、「コズミック・スペース」と呼ばれる8人乗りゴンドラ48個で定員384人、約15分間で一回転する。駆動方式はゴンドラの内側にある二本の回転輪を、同機下部にてそれぞれタイヤではさみ込み、モーターでタイヤを回転させることで回転輪を回すというものであった。各ゴンドラの屋根にソーラーバッテリーがあり、これが照明や放送、換気などの電力源となった。
なお、同機はビュッフェという扱いになっており、コズミック・スナックと呼ばれる宇宙食と記念メダルのセットを800円で買わないと乗れなかった。

### 大阪へ移設
博覧会閉幕後に大阪府吹田市にかつて存在したエキスポランドへ移設され、1986年3月20日に再開業した。移設にかかった費用は約2億5000万円であった。移設に先立ち1985年10月から11月まで名称が公募され、4000件余りの応募の中から「テクノスター」が選出された。再開業イベントとして、利用客にはつくば科学万博で提供されたコズミック・スナックが12日間、記念メダルが64日間配布された。2009年にエキスポランドが閉園したことに伴い営業終了・解体された。